# Crystal gazer
Crystal Gazer is het eerste album dat BZN in 1989 uitbracht. Het is zowel op cd als lp en MC uitgebracht, alleen ontbrak track 11 op lp. Dit album werd uitgebracht in Nederland en Zuid-Afrika. Het stond hier 25 weken in de Album Top 100, waarvan twee weken op positie twee. Crystal Gazer werd al snel goud en platina.
Op dit album zijn onder andere de Top 40-hits: If I had only a chance en El Cordobes te vinden. Eerst genoemde haalde na in totaal 7 weken de 12e plek in de Nederlandse Top 40. El Cordobes moest het doen met een 13e plaats in de Top 40 en kreeg de tweede week na de release een 2e tipnotering in de Top 40.
De special, als promotie van het album Crystal gazer, werd opgenomen in Spanje. Het nummer El Cordobes dat over stierenvechten gaat, kreeg een bijpassende videoclip. Deze is slechte eenmaal op de buis vertoond, omdat men dacht dat het stierenvechten gepromoot werd door deze single. De insteek van dit nummer was juist precies tegenovergesteld.

## Tracklist
1. Aloha hé [J. Veerman/J. Keizer/J. Tuijp]
2. Bandolero [J. Veerman/J. Keizer/J. Tuijp]
3. Crystal gazer [J. Veerman/J. Keizer/J. Tuijp]
4. If I had only a chance [J. Veerman/J. Keizer/J. Tuijp]
5. She's a queen [D. Plat/J. Veerman/J. Keizer/J. Tuijp]
6. Sailor's delight [J. Veerman/J. Keizer/J. Tuijp]
7. El Cordobes [D. Plat/J. Veerman/J. Keizer/J. Tuijp]
8. My heart yearns over you [J. Veerman/J. Keizer/J. Tuijp]
9. Life is not a bed of roses [J. Veerman/J. Keizer/J. Tuijp]
10. L'anniversaire [J. Veerman/J. Keizer/J. Tuijp/D. v.d. Horst]
11. My everlasting love [J. Veerman/J. Keizer/J. Tuijp]
12. Throw me a line [J. Veerman/J. Keizer/J. Tuijp/D. v.d. Horst]